# Eutreta divisa
Eutreta divisa är en tvåvingeart som beskrevs av Stoltzfus 1977. Eutreta divisa ingår i släktet Eutreta och familjen borrflugor. Inga underarter finns listade i Catalogue of Life.